# 中道機械
中道機械株式会社（なかみちきかい）は、かつて存在した、土木建設機械や産業施設設備の販売、賃貸、製造などを行う総合商社。本社を北海道札幌市中央区に置いていた。
2009年2月5日に民事再生法の適用を申請し、倒産した。

## 会社概要
土木建設機械の販売から始まり、修理やアフターサービスなどのメンテナンスその他のサービス業も手がけてきた。
1963年の中道機械製作所の設立より、生コンクリートプラントの自社製作にも積極的に取りかかる。排水処理プラントなど建設関連プラント、立体駐車場などの施設の設計・製作・販売の分野にも進出するとともに、建設機械レンタルにも積極的に参入してきた。北海道の公共事業の波に乗り、日本の高度経済成長期に着実な成長を遂げた。
北海道各地に支店を展開したほか、青森、秋田、仙台、山形、東京にも支店を構えていた。
バブル崩壊後、しばらくの間は着実な事業展開を行ってきた。しかし、公共事業の削減に伴い1997年1月期の売上高321億円計上をピークとして業績にかげりが出はじめ、2002年1月期および2003年1月期には純損失を計上する。2003年1月期には3年ぶりに純利益を計上するが、売上高は135億円と、1997年1月期の半分を下回った。
2005年1月期には再び純損失を計上する。同年7月14日には中道リースとの合併が内定したが、同年8月29日に合併が白紙撤回される。2006年1月期も純損失を計上した。2007年1月期に、3年ぶりに純利益を計上するが、2008年1月期には再び純損失を計上する。
2008年2月12日、監査法人による監査の前日、札幌工場の経理担当の課長の自らの申し出より、不正経理が発覚する。本来費用とすべきところを資産の部の仕掛品として、合計3億7000万円の架空利益を計上していた。札幌証券取引所はこれを重視し、2008年3月13日に中道機械の株式を監理ポストに振り分けるが7月28日に一旦解除とする。しかし、対外信用は失墜したとまで言われる。
2008年10月21日、同年5月にメインバンクの北洋銀行から顧問に就いた鍬田信知が代表取締役社長に就任。2009年2月5日、民事再生法の適用を申請し、倒産。負債は76億5,400万円。同日付で従業員全員に1ヶ月の解雇予告が出された。

## 主な事業内容
2009年1月時点である。
販売事業：建設機械、環境関連機械　等
設計及び製作事業：環境リサイクル設備、物流設備、工場設備　等
設計及び請負事業：水処理設備、汚泥処理設備、食品加工設備　等
メンテナンス事業：機械施設の部品販売・修理・維持管理
レンタル事業：建設機械

## 沿革
- 1945年（昭和20年）10月 - 中道昌喜が中道兄弟商店を札幌に設立する。
- 1950年（昭和25年）1月19日 - 株式会社に改組。社名を中道兄弟機械株式会社に変更する。
- 1956年（昭和31年）4月 - 初の地方拠点として、旭川支店を開設する。
- 1963年（昭和38年）
  - 1月 - 社名を中道機械株式会社に変更。
  - 7月1日 - 資本金を7,500万円に増資し、札幌証券取引所に上場。
  - 8月 - 株式会社中道機械製作所を設立し、生コンプラント・クレーンなどの自社製作を開始する。
- 1964年（昭和39年）2月 - 資本金を8,000万円に増資。
- 1968年（昭和43年）7月 - 中道機械サービス株式会社を設立し、サービス業務の拡大・強化を図る。
- 1969年（昭和44年）1月 - 工場・倉庫・店舗などの産業施設、プール・体育館などのスポーツ施設の設計・施工を主業務とする工事部を設置。
- 1971年（昭和46年）7月 - 資本金を1億円に増資。
- 1972年（昭和47年）1月 - 中道リース株式会社を設立し、リース部門に進出。
- 1973年（昭和48年）5月 - 資本金を1億3,000万円に増資。
- 1974年（昭和49年）1月 - 中道レンタル株式会社を設立し、建設機械のレンタルを開始する。
- 1975年（昭和50年）1月 - 資本金を1億4,000万円に増資。
- 1979年（昭和54年）
  - 1月 - 中道機械製作所、中道レンタル、中道機械サービスの3社を吸収合併し、それぞれの業務を事業部として継承する。
  - 7月 - 資本金を2億4,500万円に増資。
- 1980年（昭和55年）1月 - 資本金を2億9,400万円に増資。
- 1981年（昭和56年）1月 - 資本金を3億2,340万円に増資。
- 1982年（昭和57年）9月 - 宮城県仙台市に中道機械株式会社を設立。
- 1984年（昭和59年）5月 - 資本金を3億3,957万円に増資。
- 1985年（昭和60年）8月 - 代表取締役社長の中道昌喜が札幌商工会議所副会頭に就任。1987年7月まで務める。
- 1987年（昭和62年）
  - 5月 - 東京中道機械株式会社を設立する。
  - 10月 - 中道機械株式会社との合併契約書に調印する。
- 1988年（昭和63年）1月 - 中道機械株式会社を合併し、東北支社として業務を継承する。
- 1989年（平成元年）9月 - 資本金を6億5,557万円に増資。
- 1991年（平成3年）6月21日 - 札幌証券取引所で、株価が最高値1,590円をつける[3]。
- 1993年（平成5年）
  - 1月 - 東京支社を開設し、関東地区における営業展開を開始する。
  - 2月 - 宮城県大崎市に古川工場を建設する。東北地区での建設業界用各種プラントの製作を開始。
  - 9月 - 本社の中道ビルが竣工する。
- 1995年（平成7年）4月 - 中道喜一郎が代表取締役会長に、鉄井勝之が代表取締役社長にそれぞれ就任する。
- 1996年（平成8年）1月 - 東京中道機械株式会社を合併。東京支社として業務を継承する。
- 2005年（平成17年）
  - 7月14日 - 中道リース株式会社との合併覚書を締結。
  - 8月29日 - 中道リース株式会社との合併を白紙撤回。
- 2007年（平成19年）1月15日 - 創業者で名誉会長の中道昌喜が死去。享年88。
- 2008年（平成20年）
  - 2月12日 - 当事者からの申出により、2001年からの不正経理が発覚する。
  - 3月13日 - 札幌証券取引所により、中道機械の株が監理ポストに割り当てられる。
  - 7月28日 - 監理ポストへの割り当てが解除される。
  - 10月21日 - 北洋銀行出身の鍬田信知が代表取締役に就任。

- 2009年（平成21年）
  - 2月5日 - 民事再生手続き開始の申し立て及び決定。負債額は76億5,400万円。
  - 2月6日 - 札幌証券取引所により中道機械の株式が整理銘柄に移される。
  - 3月5日 - 全従業員のうち110名を解雇。残り39名は残務整理終了後解雇する見通しを明らかにする。
  - 3月6日 - 上場廃止。
  - 3月26日 - 中道機械の役職員28人により、東日本テクノ株式会社が設立される。営業内容は環境設備販売その他であり、中道機械の事業や拠点を受け継ぐものとしている[4] 。
  - 4月21日 - 東日本テクノ株式会社が本格的に業務を開始する[4]。